# Vidim (zámek)
Vidimský zámek je barokní budova snad ze sedmnáctého století, ale doba vzniku je nejistá. Zámek se nachází v horní části Vidim, tj. v Horní Vidimi v okrese Mělník, naproti kostelu svatého Martina. Zámek i se zahradou slouží jako domov pro seniory a je evidován jako kulturní památka.

## Historie

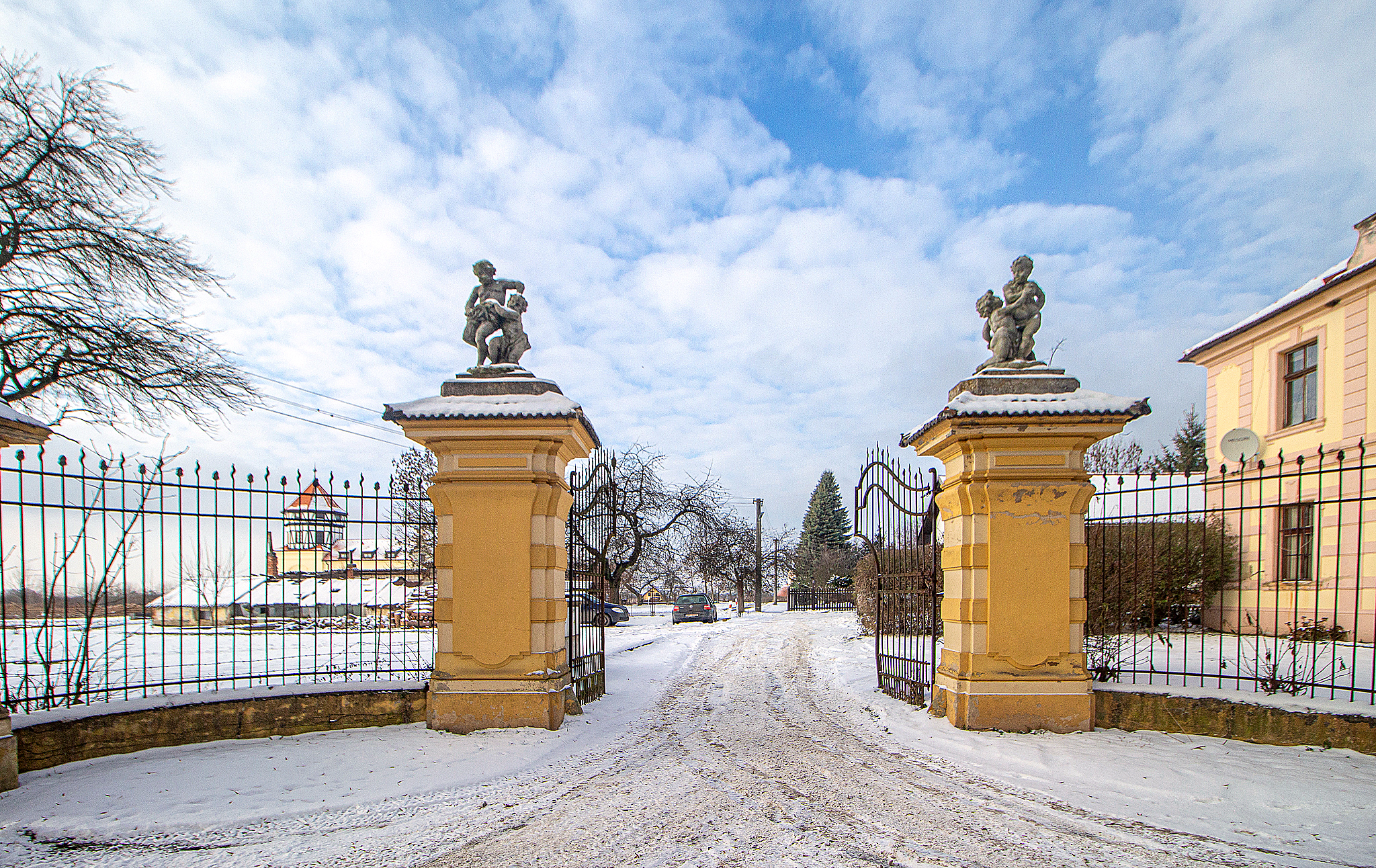
Brána v sousedství zámku

Starším panským sídlem ve Vidimi bývala tvrz. Stávala buď přímo ve vesnici, nebo v místech zaniklého hradu zvaného Starý zámek u Vidimi.
Doba výstavby zámku je nejasná. Vidimské panství roku 1635 získal generální strážmistr Johann Böck, který mohl nechat přestavět starou tvrz na zámek. Böckovým potomkům panství zůstalo až do roku 1700, kdy zemřel jeho vnuk Eugenius Albert Böck. Panství si rozdělily Eugeniovy dcery. Připadlo nejprve hraběnce Anně Magdaleně Schütz-Leopoldsheimové a v roce 1709 hraběnce Karolíně Anně Bubnové z Litic. Panství jí patřilo do roku 1743, kdy jej od ní koupil hrabě František Karel Rudolf Swéerts-Sporck. Pokud zámek už stál, majitelé jej nejspíše průběžně rozšiřovali, ale je také možné, že jej v pozdně barokním slohu založili až Sweerts-Sporckové.
Od roku 1807 zámek patřil knížecímu rodu Arengergů a od roku 1896 Theodoru Grohmannovi. Za něj bylo v roce 1898 přistavěno západní křídlo a celá budova upravena v pseudobarokním slohu. Grohmannové zámek vlastnili do konce druhé světové války. Později sloužil jako politická škola, dětská ozdravovna a od roku 1952 domov pro seniory.
Do roku 2014 byl stav zámku, hospodářských budov i parku neutěšený. Poté byly opraveny pohledové části fasád a interiér. Zachována byla také podstatná část dřevin udržovaného parku. Opravený zámek slouží jako domov pro seniory, jehož zřizovatelem je Krajský úřad Středočeského kraje.

## Stavba a interiér
Půdorys zámku má tvar protaženého písmene H, budovy zámku jsou dvoupatrové, park je omezen mohutnou obvodovou zdí. K zámeckému areálu patří hospodářský dvůr, zahrada s parkem, správní budova vodojem.

## Galerie

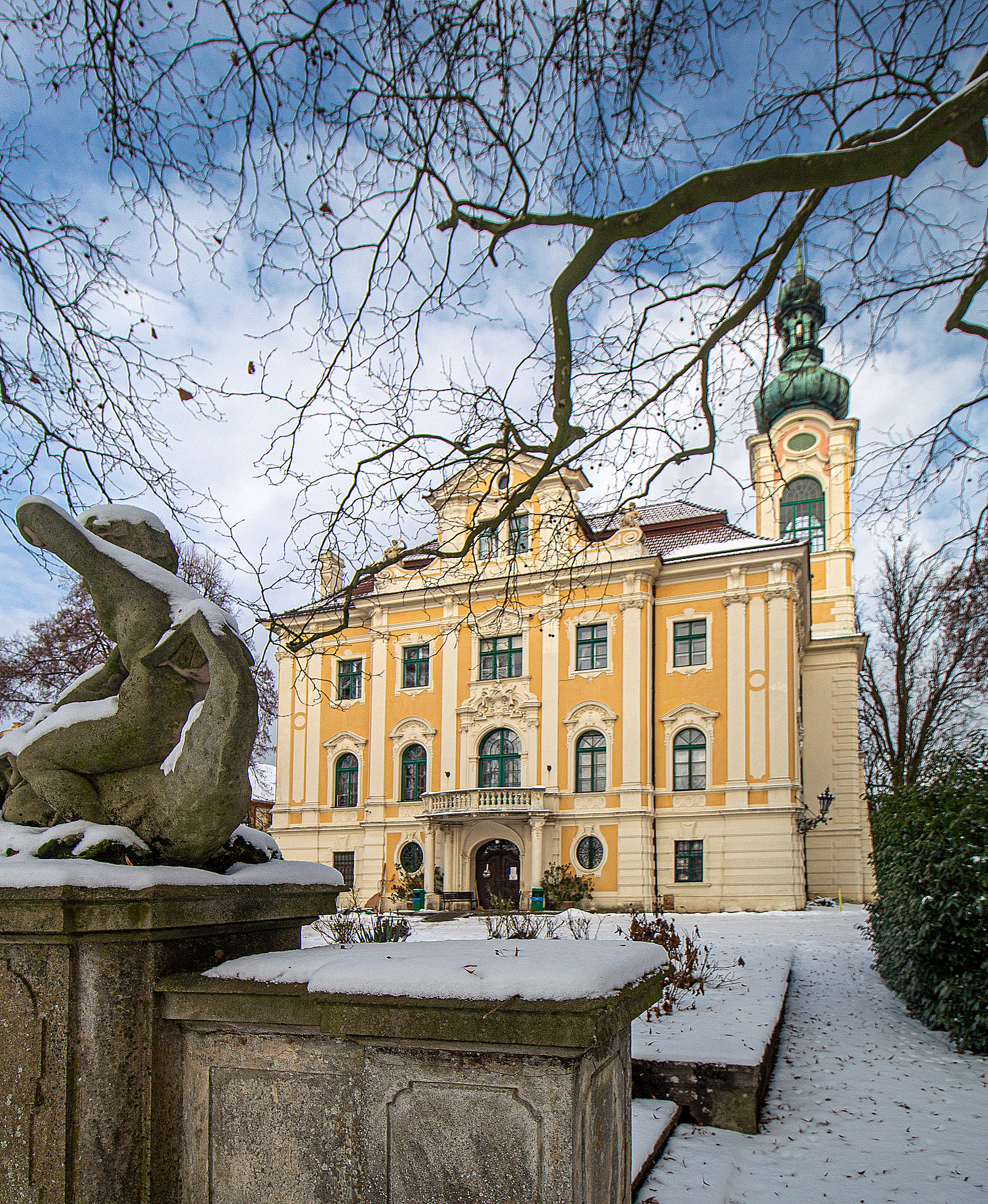
Hlavní průčelí zámku s barokními sochami
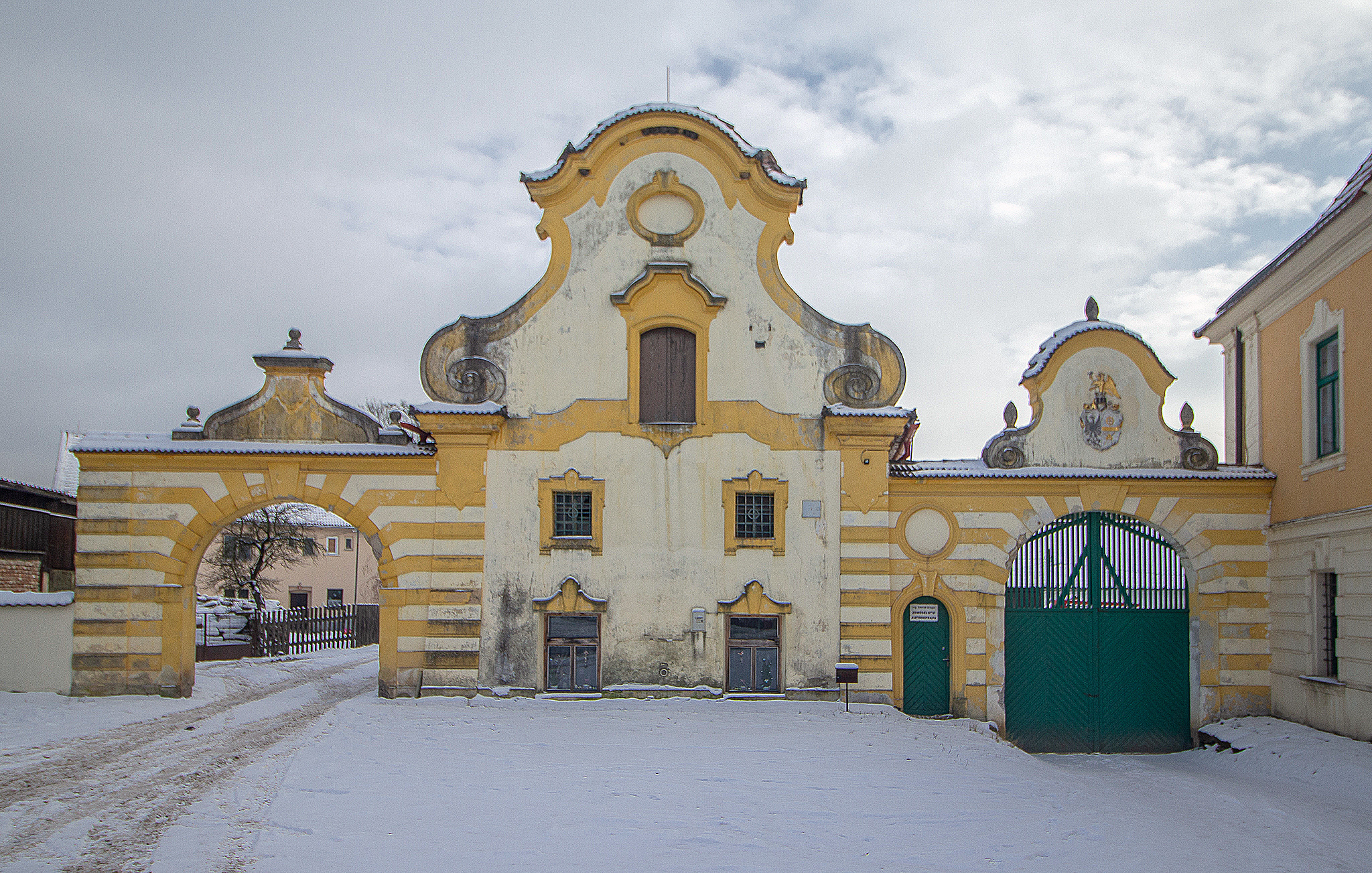
Brána do hospodářského dvora na severní straně zámku
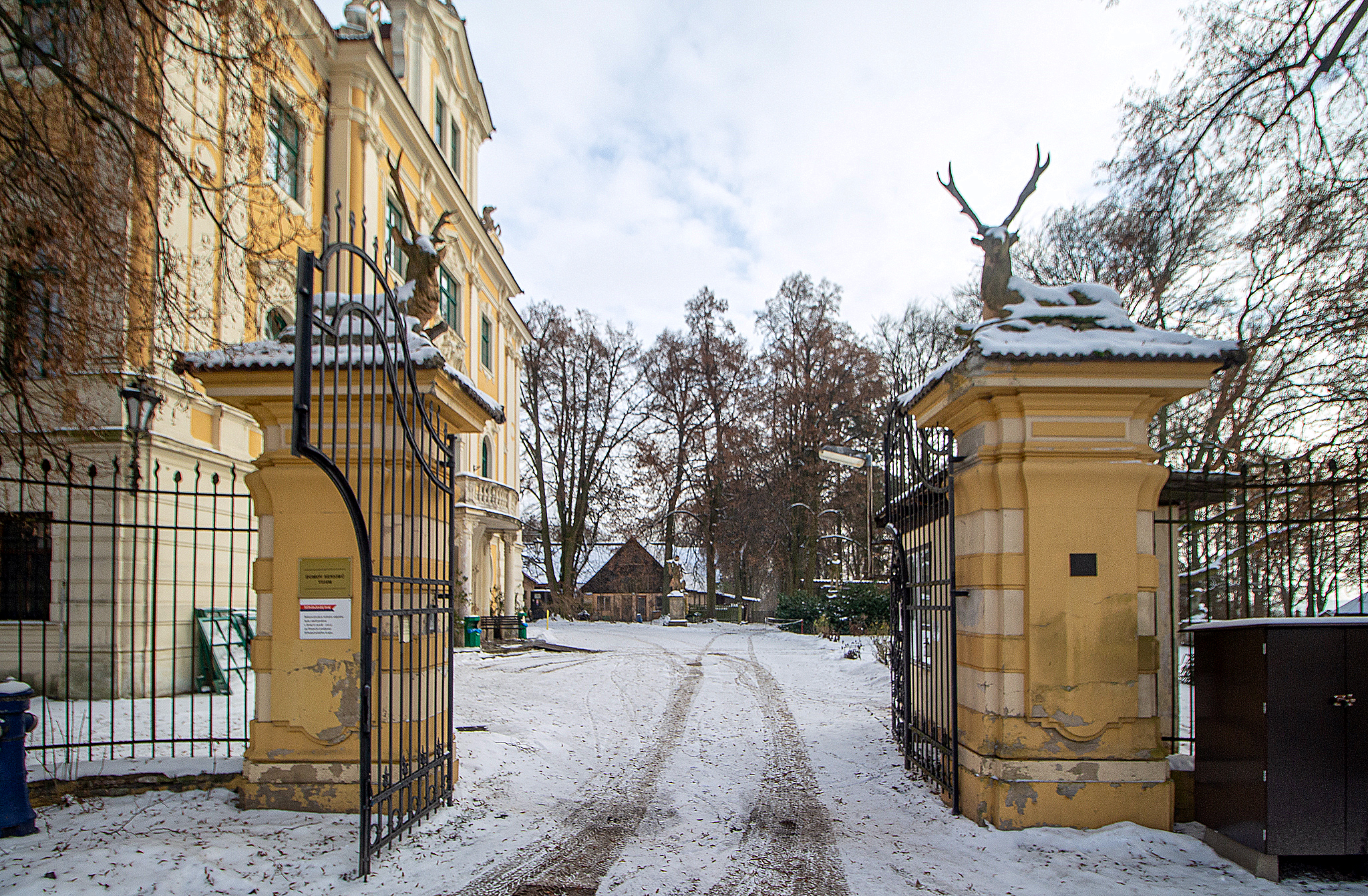
Hlavní vstupní brána do zámku
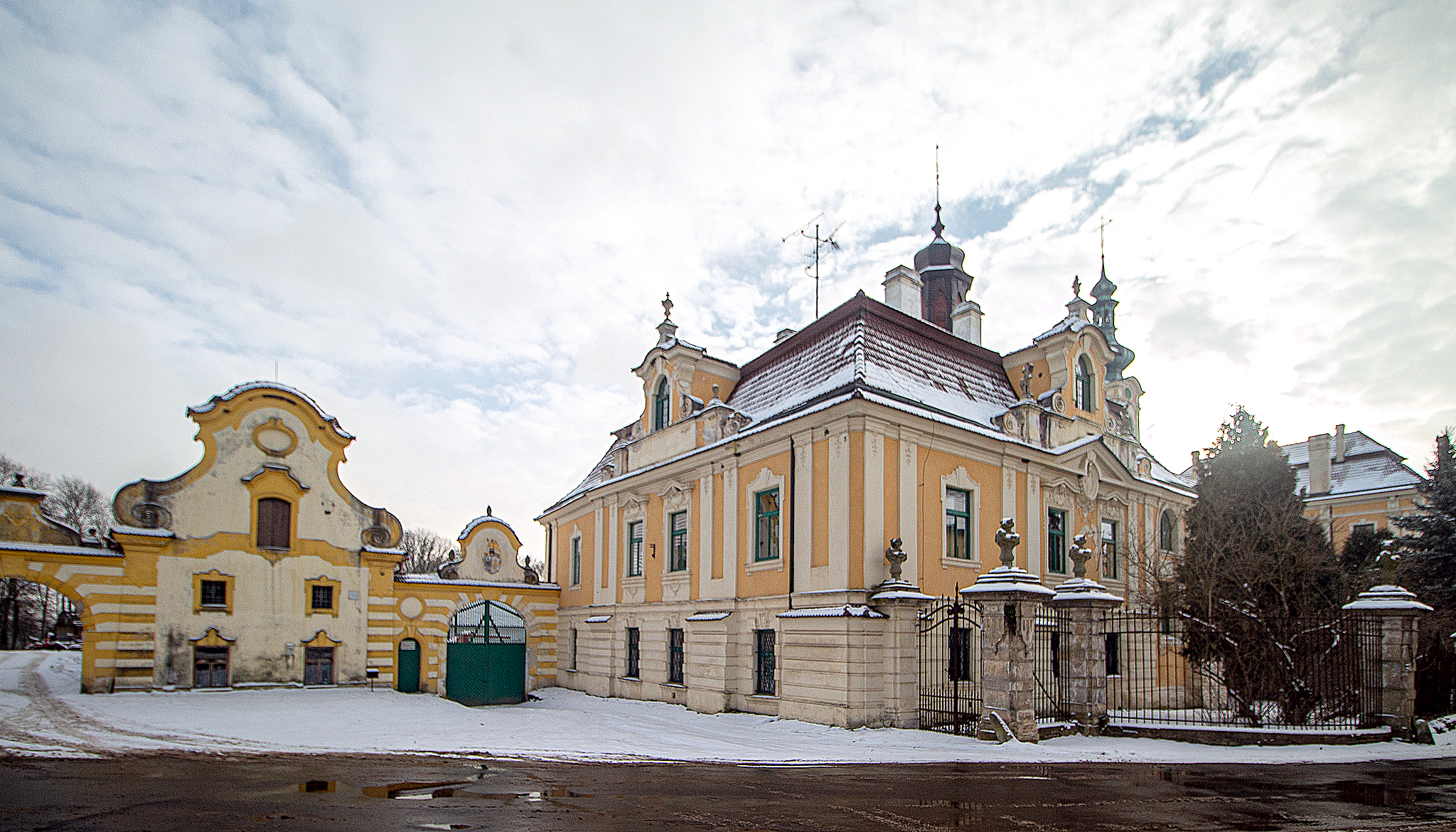
Pohled na zámek od severozápadu
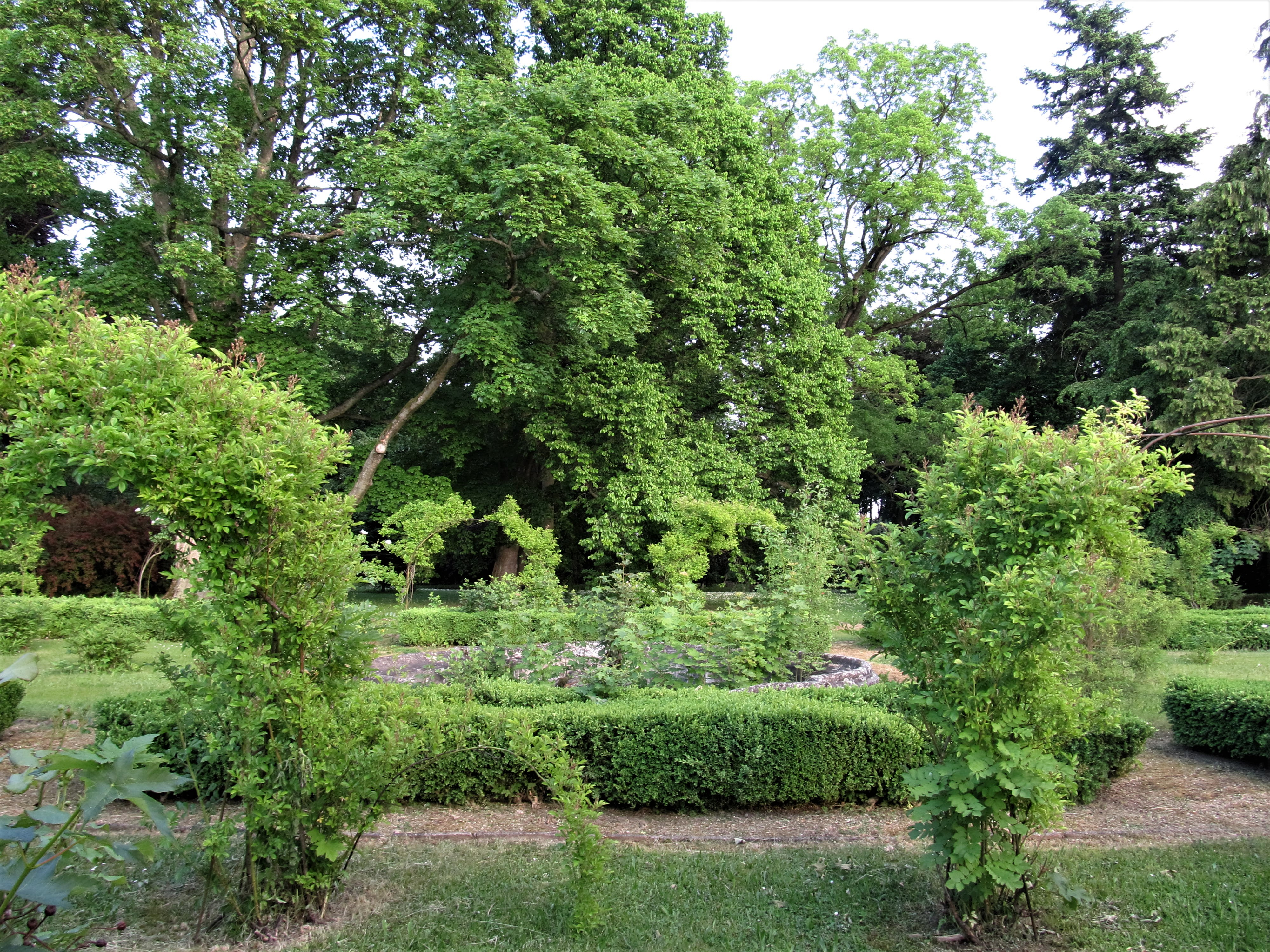
Zámecká zahrada
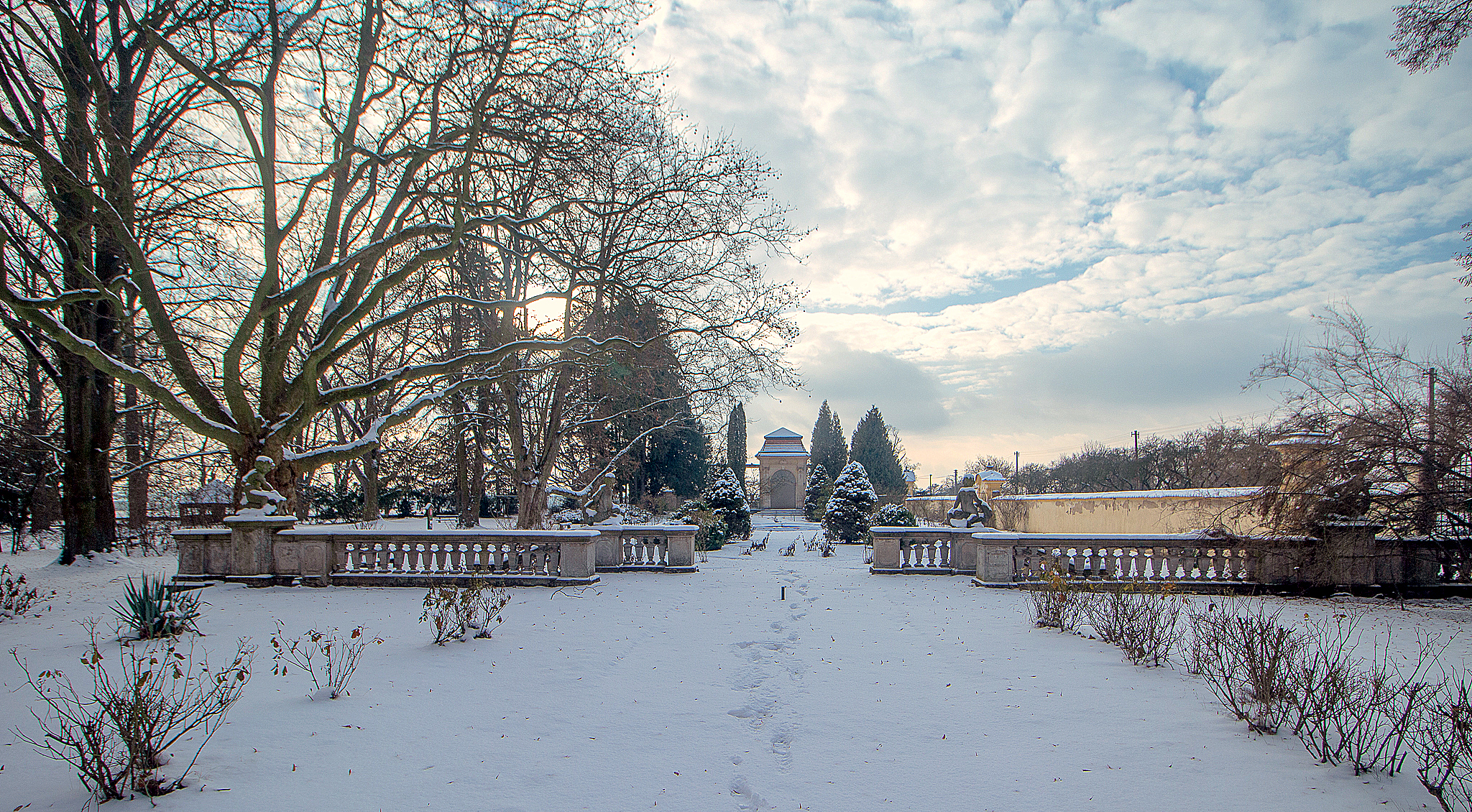
Zámecká zahrada v zimě